# Mitranotus albofascipennis
Mitranotus albofascipennis är en insektsart som beskrevs av Boulard 1983. Mitranotus albofascipennis ingår i släktet Mitranotus och familjen hornstritar. Inga underarter finns listade i Catalogue of Life.